# (5150) Fellini
(5150) Fellini ist ein Asteroid des inneren Hauptgürtels, der am 17. Oktober 1960 von dem niederländischen Astronomenehepaar Cornelis Johannes van Houten und Ingrid van Houten-Groeneveld entdeckt wurde. Die Entdeckung geschah im Rahmen des Palomar-Leiden-Surveys, bei dem von Tom Gehrels mit dem 120-cm-Oschin-Schmidt-Teleskop des Palomar-Observatoriums aufgenommene Feldplatten an der Universität Leiden durchmustert wurden. Unbestätigte Sichtungen des Asteroiden hatte es schon im März 1939 (1939 EK) am Iso-Heikkilä-Observatorium (finnisch: Iso-Heikkilän tähtitorni) der Universität Turku gegeben.
Der mittlere Durchmesser des Asteroiden wurde mit 5,401 km (±0,229) berechnet. Die Albedo von 0,419 (±0,098) weist auf eine helle Oberfläche hin.
Mittlere Sonnenentfernung (große Halbachse), Exzentrizität und Neigung der Bahnebene des Asteroiden entsprechen der Vesta-Familie, einer großen Gruppe von Asteroiden, benannt nach (4) Vesta, dem zweitgrößten Asteroiden und drittgrößten Himmelskörper des Hauptgürtels. Untersuchungen haben ergeben, dass sich (5150) Fellini wohl schon vor circa 1,4 Milliarden Jahren von der eigentlichen Vesta-Familie losgelöst hat. Die Rotationsperiode wurde 2015 von Dagmara Oszkiewicz et al. mit 5,1953 h (±0,0002) bestimmt und ist rechtsläufig.
(5150) Fellini wurde am 26. Februar 1994 auf Vorschlag von M.-R. Visscher nach dem italienischen Filmemacher Federico Fellini benannt.